# Black Ace
Black Ace (de nombre real Babe Kyro Lemon Turner, nacido el 21 de diciembre de 1907 y muerto el 7 de noviembre de 1972) fue un guitarrista de blues estadounidense también conocido como B.K. Turner, Black Ace Turner o Babe Turner.

## Biografía
Nacido en el seno de una familia granjera de Hughes Springs, Texas, aprendió a tocar la guitarra de manera autodidacta, y comenzó a dar sus primeros conciertos a finales de la década de 1920. Con la nueva década se unió en escena a Smokey Hogg y Buddy Woods en varios conciertos, lo que le sirvió para aumentar su popularidad en el estado de Texas. En 1937 grabó seis canciones para Decca Records en Dallas, incluyendo la canción "Black Ace". Ese mismo año empezó un programa de radio en Fort Worth, usando esta canción como tema de entrada, lo que le dio el sobrenombre al guitarrista.
En 1941 apareció en la película The Blood of Jesus, una película afroamericana producida por Spencer Williams Dos años después entró en el Ejército de los Estados Unidos, lo que le obligó a dejar la música durante algunos años. No obstante, el propietario de Arhoolie Records, Chris Strachwitz, lo convenció para grabar un álbum de estudio para su compañía en 1960. Su última aparición en público se dio en 1962, en el documental The Blues. Murió en 1972 a causa de un cáncer en la ciudad de Fort Worth.